# Crenopharynx gracile
Crenopharynx gracile är en rundmaskart som beskrevs av Nikolai Nikolaievich Filipjev 1934. Crenopharynx gracile ingår i släktet Crenopharynx och familjen Phanodermatidae. Inga underarter finns listade i Catalogue of Life.